# Övsjön (Håsjö socken, Jämtland)
Övsjön är en sjö i Bräcke kommun i Jämtland och ingår i Ljungans huvudavrinningsområde. Sjön är 26,8 meter djup, har en yta på 3,04 kvadratkilometer och befinner sig 279 meter över havet. Sjön avvattnas av vattendraget Ljungån.

## Delavrinningsområde
Övsjön ingår i det delavrinningsområde (699109-150790) som SMHI kallar för Utloppet av Övsjön. Medelhöjden är 369 meter över havet och ytan är 20,49 kvadratkilometer. Räknas de 13 avrinningsområdena uppströms in blir den ackumulerade arean 103,31 kvadratkilometer. Ljungån som avvattnar avrinningsområdet har biflödesordning 3, vilket innebär att vattnet flödar genom totalt 3 vattendrag innan det når havet efter 160 kilometer. Avrinningsområdet består mestadels av skog (70 procent). Avrinningsområdet har 3,04 kvadratkilometer vattenytor vilket ger det en sjöprocent på 14,8 procent.